# عربان (مقاطعة دورود)
عربان (بالفارسية: عربان) هي قرية تقع في قسم تشالانتشولان الريفي (مقاطعة دورود) في إيران. يقدر عدد سكانها بـ 456 نسمة بحسب إحصاء 2016.